# Manoir de Pinieux
Le manoir de Pinieux (ou château de Pinieux, château de Pinieuc) est un manoir de Limerzel, dans le Morbihan.

## Localisation
Le manoir est situé sur une éminence, à environ 2,2 km à vol d'oiseau au sud-ouest du bourg de Limerzel.

## Histoire
Le manoir date des XVe et XVIe siècles (une cheminée porte la date de 1586)[réf. souhaitée]. L'aile gauche des communs est datée de 1834.[réf. souhaitée]
Le domaine appartient successivement aux familles Couëdro, Cybouault (fin du XVIe siècle), du Bouëxic (milieu du XVIIe siècle).
Transformée en cellier au milieu du XIXe siècle, la chapelle est incendiée en 1888, puis restaurée. La façade sud du corps de logis est remaniée en 1930.[réf. souhaitée]
Le pignon sur cour avec porte en anse de panier de la chapelle est inscrit au titre des monuments historiques par arrêté du 6 mai 1927.

## Architecture
Le corps de logis, carré, est bâti, en granite, sur trois niveaux, dont un étage de combles.[réf. souhaitée]
La chapelle conserve un beau pignon avec une porte en anse de panier,.